# Adnan Masić
Adnan Masić (* 19. Mai 1975 in Tuzla) ist ein bosnisch-herzegowinisch-deutscher Fußballspieler. Er ist Torwart und spielt seit Mitte der 1990er Jahre, mit einer Ausnahme in Polen, in Deutschland.

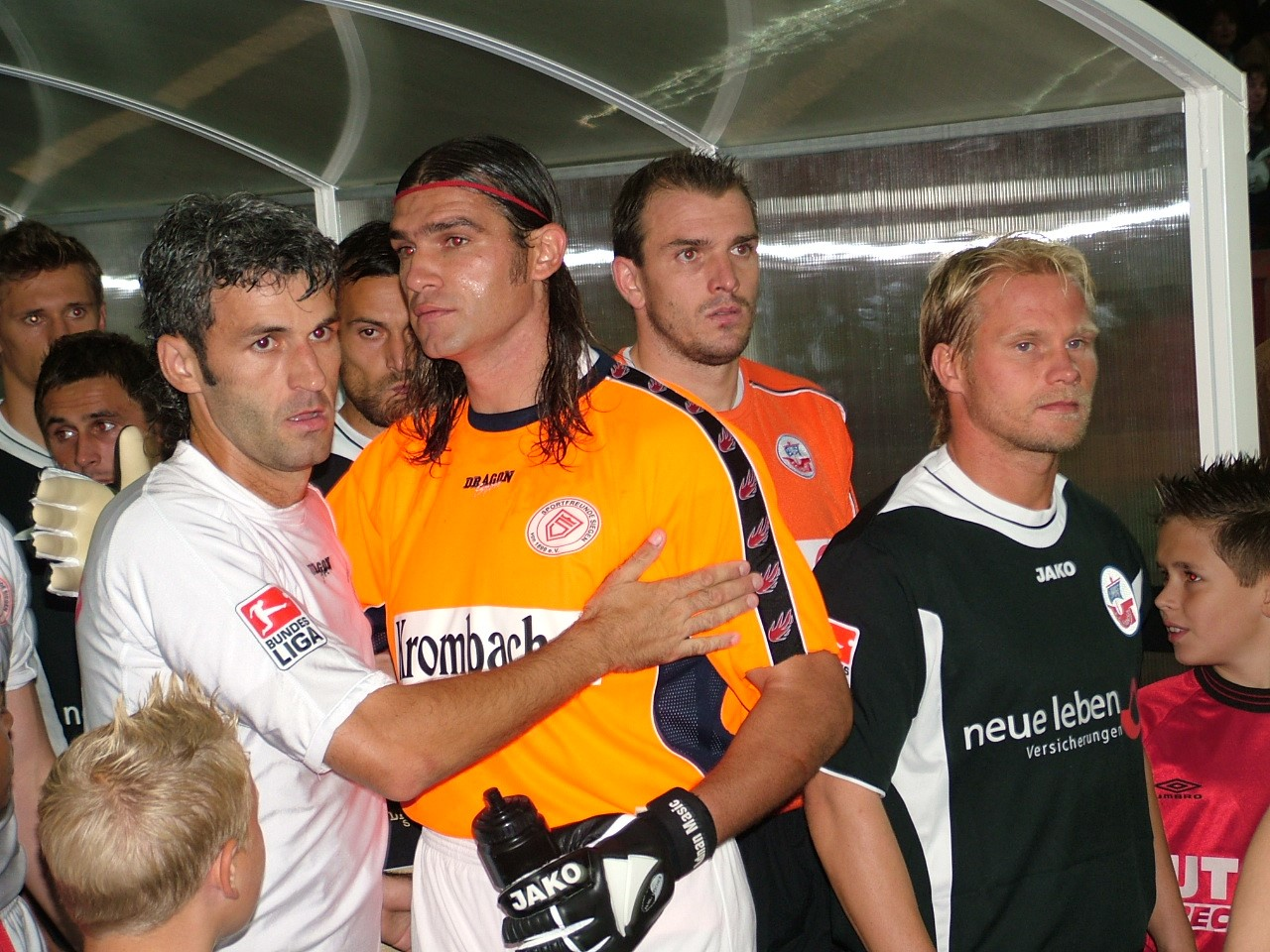
Adnan Masic im Torwart-Trikot der Sportfreunde Siegen mit seinem Mitspieler Peter Nemeth, dahinter Torwart Schober und Spieler Rene Rydlewicz von Hansa Rostock

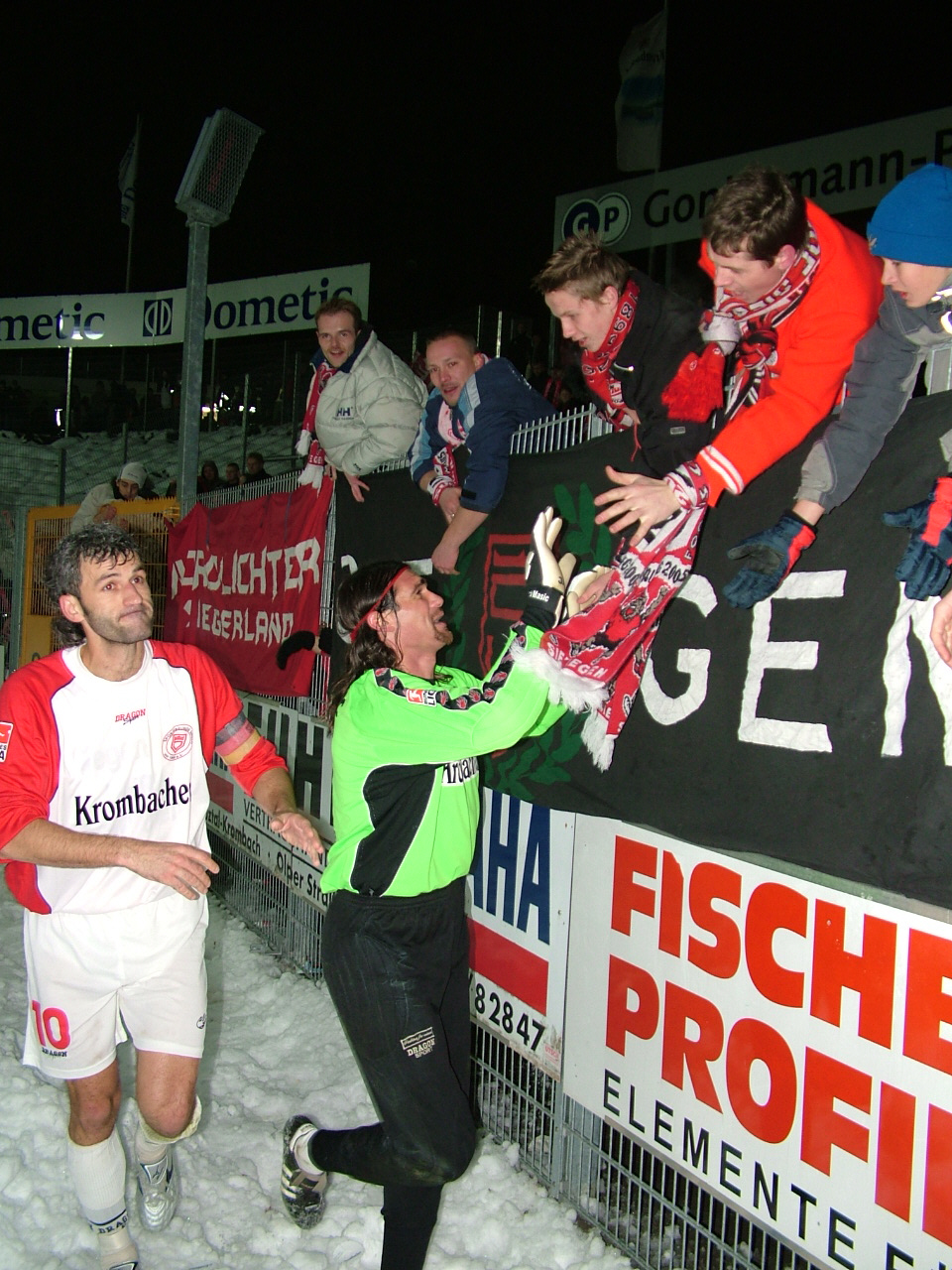
Adnan Masic im Torwart-Trikot der Sportfreunde Siegen zusammen mit Peter Nemeth

## Karriere

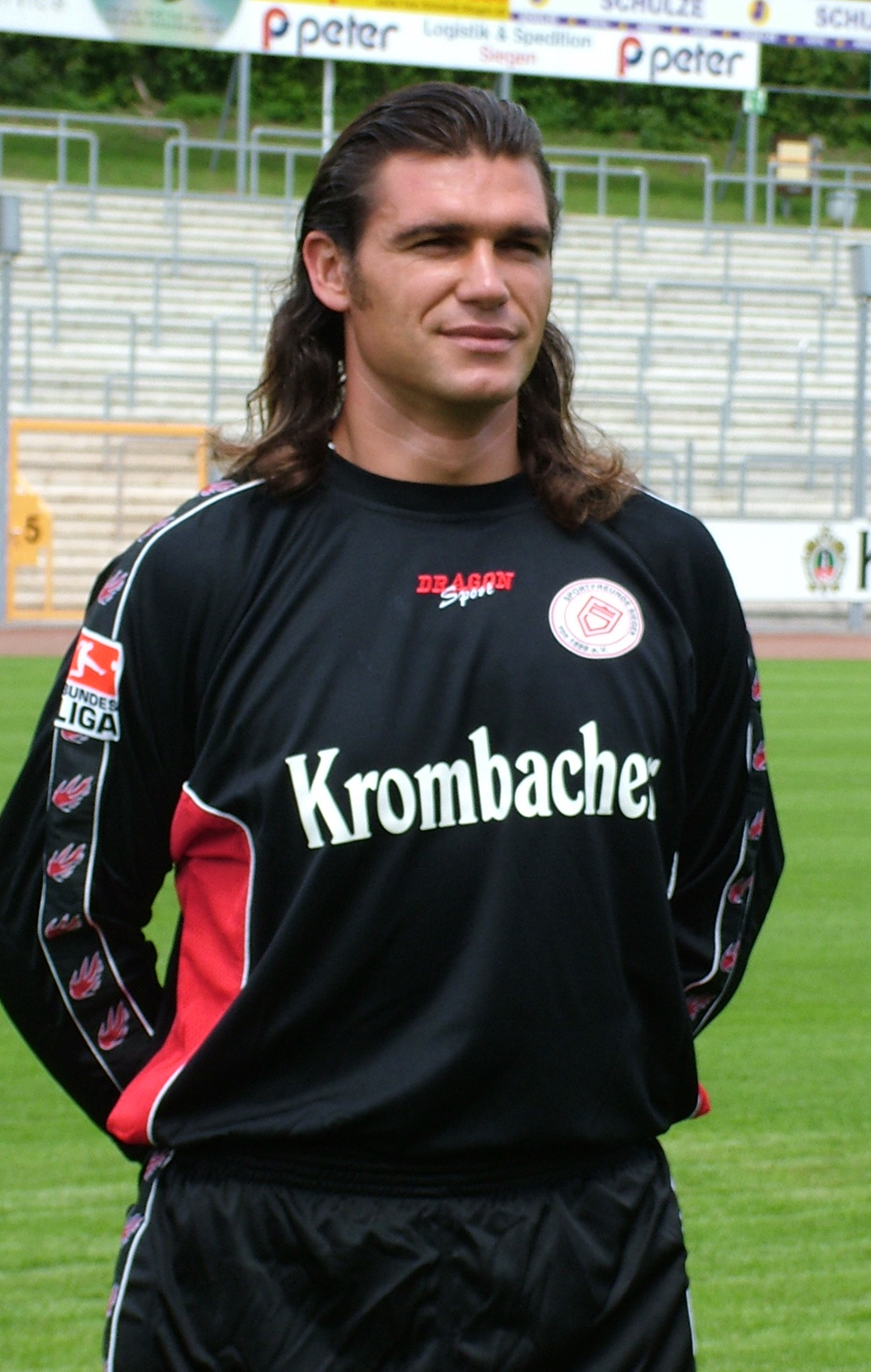
Adnan Masic im Trikot der Sportfreunde Siegen

Bevor er nach Deutschland kam, spielte Masić in Kroatien bei Lokomotive Zagreb. Seine Deutschlandkarriere begann er beim unterklassigen ASV Durlach, ehe er 1998 zum Drittligisten VfR Mannheim wechselte. Er spielte bis 2001 für den VfR und wechselte dann zu den Amateuren des VfB Stuttgart, die zu dieser Zeit ebenfalls in der Regionalliga Süd spielten.
Bis 2004 spielte er für die 2. Mannschaft des VfB und verließ das Team auch nach dem zwischenzeitlichen Abstieg in die Oberliga nicht. 2004 wechselte er zu den Sportfreunden Siegen, mit denen er nach einem Jahr in die 2. Bundesliga aufstieg. In der darauffolgenden Saison, in der Siegen direkt wieder in die Regionalliga abstieg, stand er in allen 34 Partien im Tor.
Nach dem Abstieg wechselte Masić zum SV Wehen Wiesbaden. Mit ihm als Stammtorhüter stiegen auch die Wehener in die 2. Liga auf. Nachdem er dort in der Saison 2007/08 aber nur achtmal zum Einsatz gekommen war, verließ er von sich aus den Verein wieder und schloss sich dem Regionalligisten Sportvereinigung 07 Elversberg an.
Zur Saison 2010/11 wechselte Masić zum in der Oberliga Baden-Württemberg spielenden SV Waldhof Mannheim. Nach nur zwei Monaten beim SV Waldhof wurde der Vertrag mit Masić wieder aufgelöst, da er aufgrund fehlender Fitness nicht einsatzfähig war.
Am 30. Dezember unterschrieb er einen Vertrag beim polnischen Zweitligisten Puszcza Niepolomice.
Im Februar 2011 wechselte er zum nordbadischen Fußball-Verbandsligisten FC Heidelsheim und erhielt dort einen Vertrag bis Saisonende.
Seit Beginn der Saison 2012/13 spielte Masić beim FV Germersheim in der 1. Kreisklasse Südpfalz Ost des SWFV.
Im November 2014 schloss er sich dem in der Kreisklasse A II spielenden FK Bosna Mannheim an.
Ab der Saison 2015/16 wurde er beim badischen Kreisligisten FC Germania Forst Torwarttrainer.
In der Saison 2016/17 steht Masic wieder als aktiver Torwart im Kader des FV Germersheim.
Im August 2019 wechselte Masic zum Mannheimer Fußball Club Phönix 02 e. V. in die Kreisklasse A2.